# Sertanejo
(Cornélio Pires, Conversas ao pé do Fogo, 1921)
Il sertanejo (in portoghese música sertaneja; precedentemente chiamato modas, toadas, cateretes, chulas, emboladas e batuques) è un genere musicale prodotto dagli anni venti del XX secolo in Brasile (in particolare nello stato di San Paolo) da compositori urbani e rurali.
Suonato inizialmente e per lungo tempo da coppie maschili di cantanti , questo stile di musica è caratterizzato da voci di falsetto con l'uso della viola caipira (il cui suono è predominante, la viola caipira è uno strumento musicale a corde pizzicate e una delle varianti regionali della viola brasiliana).
Fortemente influenzato dalla musica folk e popolare tipica dei coloni europei, il sertanejo è stato spesso descritto come una controparte brasiliana della musica country statunitense per via delle sonorità simili e il contesto analogo in cui è nato.
Di questo genere musicale esiste inoltre una rivisitazione in chiave moderna detta sertanejo universitario, chiamato così per via del suo consistente seguito tra le generazioni giovani e in particolare della classe media brasiliana, le cui sonorità ripescano elementi anche da altri generi quali rock, pop ed elettronica e presentano un più considerevole impiego di chitarre e sintetizzatori. Questa variante ha incominciato a diffondersi con l'inizio del nuovo millennio ed ha raggiunto un seguito mondiale grazie ad artisti quali Michel Teló e Gusttavo Lima.